# Racova (gmina)
Racova – gmina w Rumunii, w okręgu Bacău. Obejmuje miejscowości Gura Văii, Hălmăcioaia, Ilieși i Racova. W 2011 roku liczyła 3328 mieszkańców.